# Пиреу-Груюлуй
Пиреу-Груюлуй (рум. Pârău Gruiului) — село у повіті Алба в Румунії. Адміністративно підпорядковане місту Златна.
Село розташоване на відстані 297 км на північний захід від Бухареста, 31 км на захід від Алба-Юлії, 75 км на південний захід від Клуж-Напоки.

## Населення
За даними перепису населення 2002 року у селі проживали 235 осіб. Усі жителі села рідною мовою назвали румунську.
Національний склад населення села:
| Національність | Кількість осіб | Відсоток |
| -------------- | -------------- | -------- |
| румуни         | 216            | 91,9%    |
| цигани         | 19             | 8,1%     |